# Otro muerto
«Otro muerto» es el título de una canción perteneciente al grupo español de música pop, Mecano perteneciente al álbum Ana|José|Nacho de 1998. La canción fue compuesta por José María Cano y lanzada como tercer corte promocional en septiembre de 1998. Si bien en otros países fue estrenada en 1999 entre los meses de enero y febrero, en dicho año esta canción fue donde más éxito tuvo.

## Acerca de la canción
La letra de la canción nos habla del tema sobre la indiferencia que se puede llegar a desarrollar hacia la muerte de otros al vernos expuestos casi que a diario—a través de los medios de comunicación—a todo un bombardeo de noticias sobre asesinatos y atentados terroristas... Viene a ser un llamado de atención a la moral y en última instancia a la sensibilidad humana para con el prójimo, cuando sin darnos cuenta y por acción de la costumbre, le restamos importancia a hechos sociales dramáticos que en realidad la merecen y deberían despertarnos ese punto de consciencia ante los mismos.
Esta pieza es una canción hecha en ritmo de balada; pero de carácter bastante minimalista pues está ejecutada a dos pianos acústicos y como primer plano la voz de Ana Torroja, sin la utilización de segundas voces como adorno de fondo ni percusión de ningún tipo, quedando pues una canción bastante cruda, en el sentido de que cuando uno la oye da la sensación de que le faltan instrumentos musicales que rellenen esos huecos de silencio que precisamente crea la ausencia de los elementos faltantes; pero la canción fue creada precisamente con esa intención, la de crear una pieza musical de sonido desnudo, es decir, una canción hecha sólo con lo mínimo necesario... muy típico esto de José María desde los primeros álbumes del grupo. Recordemos, en este sentido, temas como "Solo soy una persona", "Un poco loco", "Me cuesta tanto olvidarte", "Quédate en Madrid" y "Sentía"; canciones en donde la intención, al producir el tema, fue precisamente buscar la sencillez en el sonido, sin todo ese agregado de recursos sonoros que arrope la estructura básica de la canción.

## Formatos y versiones publicadas
El sencillo de esta canción fue publicado en formato de CD-single promocional para las emisoras de radio y como CD-maxisingle destinado para su venta al público.
El CD-maxisingle contiene 3 temas: El sencillo como tal promocionado en la radio y las versiones adaptadas al francés de "Otro muerto" y de "El club de los humildes". La versión en francés de "Otro muerto", titulada "Encore un mort", sólo aparece publicada oficialmente en este CD-maxisingle, pues no fue incluida ni siquiera en el álbum "Ana|José|Nacho" (edición para Francia).

## Lista de canciones.
CD-Maxisingle: "Otro muerto" (single comercial) /nov/1998.

Track #1: "Otro muerto" / 3:19.

Track #2: "Encore un mort" (Otro muerto) / 3:19.
Track #3: "Le club des modestes" (El club de los humildes) / 3:38.

CD-single PROMO: "Otro muerto" (single promocional) /nov/1998.

Track único: "Otro muerto" / 3:19.

Esta canción ha sido un himno en algunos países donde han surgido problemas, como las muertes provocadas por manifestaciones y enfrentemientos. Un caso fue la de Bolivia con la Guerra del Gas entre los meses de febrero y octubre de 2003, conocido como los meses negros u oscuros. Por el problema que atraviesa en ese momento el país y tras los enfrentamientos de muchas personas que perdieron la vida, esta canción fue tocada en algunas radioemisoras bolivianas.